# 2020年朝鮮導彈試驗
2020年朝鮮導彈試驗，是指朝鲜民主主义人民共和国在2020年進行的彈道導彈試驗，相關試驗牽涉到朝鲜核问题。由於先前朝鮮與美國在2018年6月12日舉行首腦會談中簽署《朝美峰會聯合聲明》，朝鮮承諾會為實現朝鮮半島完全無核化作出努力，此年度導彈試驗再次引發美國、日本、韓國對於朝鮮半島的區域安全感到擔憂，並使得其他亞太地區國家關切朝鮮半島的態勢發展。

## 背景
朝鮮政府於2018年4月21日宣布暫緩自主的核試驗和導彈試驗，並分別在2018年-2019年間舉行新加坡峰會、河內峰會、板門店三方會談等三場朝美峰會。隨後在2020年1月1日，朝鲜劳动党委员长金正恩宣佈他不再遵守暂停核試驗和導彈試驗的承诺，並警告美国如果不软化其在核谈判的立场，将采取行动。

## 發射狀況

### 3月2日
在日本朝鮮人總聯合會機關報《鮮新報》於3月2日針對朝美關係稱「朝鮮當局擁有任何人都無法侵犯的無敵的軍事力量，將來也將繼續強化」，並表示朝鮮當局今後將會繼續強化軍事力量。當日，大韓民國聯合參謀本部稱，觀測到朝鮮當局從元山向日本海發射2枚不明物體。此次為朝鮮當局今年首次發射飛行器，韓國軍方與駐韓美軍將相關發射蒐集詳細情報並進行分析。日本自衛隊亦表示
，推估該不明物體飛行逾230多公里，將針對相關資訊全力進行蒐尋與分析，以確保日本國民生命與財產安全。
對此，韓國青瓦台國家安保室與相關部會於當日下午1時半召開緊急會議。日本內閣總理大臣安倍晉三於參議院預算委員會表示，此事對於包括日本在內的國際社會，是個嚴重的議題。日本防衛省則表示，沒有跡象顯示有任何飛行物掉落在日本海域或專屬經濟海域。大韓民國國防部指出該2枚不明物體應該是由朝鮮研製的短程彈道飛彈，並於記者會表示該2枚飛彈透過可移動的TEL飛彈發射車射出，將與美軍共同研究其型號與能力。中華人民共和國外交部發言人趙立堅主持例行記者會，表示韓朝雙方應啟動對話和協商解決問題，並重申中國政府對於朝鮮無核化及推動朝鮮半島和平的立場。
對於朝鮮當局的行為，韓國執政黨共同民主黨表示，不只兩韓，全世界都在防止冠狀病毒擴散，此刻朝鮮當局單方面的維權行為是錯誤的，在野的未來統合黨則表示韓朝雙方應在醫療保健體制上攜手合作。正義黨指出，朝鮮當局不應拒絕韓國政府所釋出的善意，並指出韓國當局應提出積極合作外的方案，國民之黨則表示，身為同民族不應造成朝鮮半島局勢緊張，朝鮮當局的行為無法避免國際社會的孤立和指責。
美國國務卿邁克·蓬佩奧針對此事表示，朝鮮當局應遵守先前的承諾，並再次重申美方立場。對此，前美國總統國家安全事務助理約翰·波頓譴責朝鮮當局，表示與預想的相同，朝鮮當局違反了聯合國安理會的決議，重新啟動彈道導彈試驗，同時透過推特譴責美國政府，應該正視朝鮮當局不放棄核武器開發的現實。美國總統唐納·川普在例行記者會針對傳媒提問此事時，未表達任何意見，表現出對此事的不關心。
韓國統一部於3月3日的例行記者會就此事表達遺憾，並表示韓國當局針對2000名脫北者因應疫情採取了特別的安全措施。據悉，駐韓美軍於3月1日派出RC-135偵察機在朝鮮半島進行為期三天的飛行，推估是監視朝鮮當局相關動向，且具有對朝鮮當局發出警告意味。據瞭解，美國海軍於2月29日曾派出P-3獵戶座海上巡邏機在韓國上空飛行。
針對青瓦臺的擔憂，朝鲜劳动党中央宣传鼓动部第一副部長金與正表示驚訝，針對先前的砲兵部隊訓練表示「朝鮮當局並不是為了威脅誰而訓練的」，並表示「原定3月舉行的韓美聯合軍事演習延期，是因為受到2019冠狀病毒病在韓國爆發而影響，不是青瓦台自願的決定」，更指出「韓國自己能訓練部隊，朝鮮卻不能」是不合邏輯的。另外，金與正表示青瓦台的發言會增加北方人民對於南方的不信任感，但對於青瓦台並沒有直接表明韓國總統文在寅的立場表示慶幸。而此次作為金正恩妹妹的金與正以個人名義對外發言，是金日成家族在朝鮮執政後，第一次有女性政治人物對外發言，金正恩的姑姑金慶喜擔任劳动党中央组织指导部部长時，幾乎沒有對外以個人名義發言。
日本《共同通訊社》於3月5日指出，英國、法國、德國要求聯合國安全理事會就此事召開緊急會議，討論相關政策的應對與調整，日本航空自衛隊則於當日在兵庫縣伊丹市的陸上自衛隊伊丹駐地向媒體展示了地對空攔截導彈愛國者3（PAC-3）的機動部署訓練，亦是日本首次在關西地區實施防備朝鮮發射彈道導彈等事態的訓練。召開緊急會議後，英國、法國、德國、比利時、愛沙尼亞就此發表共同聲明指，朝鮮當局的行為破壞國際安全與和平，亦破壞區域穩定與安全，並呼籲朝鮮與美國進行有意義的朝鮮無核化的談判。據瞭解，該聲明為歐洲共同立場，而非安理會的決議。對於歐洲五國共同立場，朝鮮外務省於記者會表示，該聲明是受美國唆使的魯莽行動，並表示這有可能成為當局重大反應的導火線。

### 3月9日
大韓民國聯合參謀本部於3月9日稱，朝鮮當局自宣德飛行場朝日本海發射3枚不明飛行物，同時也是朝鮮時隔一週再次試射。對此，韓國政府表示，軍方目前正在對此監控，並保持警戒態勢。青瓦台也緊急與大韓民國國防部、大韓民國國家情報院召開視訊會議，分析朝鮮當局的意圖與韓國當局佈軍狀態，並對朝鮮當局此次行為表示，相關的大規模聯合打擊訓練對於朝鮮半島的和平沒有幫助。
針對朝鮮當局再次發射飛彈，韓國執政黨共同民主黨表示，在金正恩送親筆信給文在寅後發生這種事，實在遺憾，而在野的未來統合黨透過Facebook批評指朝鮮當局利用韓國當局的疫情所苦、嘲弄韓國國民，並要求韓國政府必須堂堂正正地應對。民生黨對表達強烈的譴責，並呼籲韓國政府應果斷應對，而正義黨指出，朝鮮當局在親筆信送達韓國5天內發生這樣的事情令人擔憂，國民之黨則表示，朝鮮當局應與國際一同抵抗疫情，而不是再魯莽的挑釁。
日本政府上午在首相官邸危機管理中心下設置的官邸對策室進行情報蒐集同時，也將舉行國家安全保障會議商議因應對策，日本首相安倍晉三亦於上午指示相關部會全力進行情蒐與分析，並表示朝鮮當局的行為是嚴重挑釁區域安全與穩定，且對國際社會帶來嚴重的影響。日本防衛大臣河野太郎指出，此次飛行物飛行距離大約在100到200公里，「研判應是彈道飛彈」，並沒有落在日本專屬經濟區。韓國軍方則推測這三枚是超大型多管火箭炮，並認為此次發射是為了提高武器系統的準確度。
美國一名官員接受日本廣播協會（NHK）採訪表示，美國當局對於朝鮮行動正在持續監視相關情況，並對於將與身為同盟國的日本、韓國進行相關協商。中華人民共和國外交部發言人耿爽則於記者會呼吁有关各方在彼此关切的问题上“相互显示灵活，坚持对话协商，为延续当前的对话缓和局面，推动朝鲜半岛无核化”。
《朝鮮中央通訊社》於3月10日報導指出，此次發射的目的是為了檢查前線遠程砲兵部隊的不正當的軍事應對打擊能力，並表示此次訓練是再次受到朝鮮武裝力量最高司令官金正恩的指導，該報導指出未來朝鮮當局會持續進行「低強度軍事訓練」，而該則報導並未針對美國和韓國的發言進行回應。韓國統一部則指出，朝鮮當局此舉意在對內加強國防力量和內部團結，對外吸引韓美關注以及為使韓美改變態度而施壓，並從朝鮮外宣媒體發佈的言論來看，朝鮮對韓國當局扮演朝美磋商的仲裁者角色持排斥態度。

### 3月21日
大韓民國聯合參謀本部於3月21日稱，朝鮮從平安北道向日本海方向發射兩枚短距離彈道導彈。韓國參謀首長聯席會議對於朝鮮當局於疫情期間進行此次行動表示非常不恰當。韓國軍方指出有關行為不負責任，並要求朝鮮政府立即停止試射行為。日本防衛省則稱，飛行物並沒有進入日本領空或專屬經濟區。

### 3月29日
大韓民國聯合參謀本部於3月29日稱，發現有2枚疑似近程彈道導彈的飛行器，從朝鮮元山市一帶朝着東北方向的半島東部海域發射。對此，日本首相安倍晉三要求全力搜集分析情報、確認飛機和船舶安全，做好萬全準備。日本防衛省稱該飛行物似乎是彈道導彈，但沒有進入日本領空或專屬經濟區。朝鮮中央通訊社隨後於3月30日表示，在朝鮮勞動黨副主席李炳哲率領及國防科學院執行之下，已經成功執行超大型多管火箭炮試射。

### 4月14日
大韓民國聯合參謀本部於4月14日指出，朝鮮當局從江原道文川地區朝日本海發射疑似近程巡航導彈的幾枚飛行器，該日不僅是2020年大韓民國國會選舉前夕，亦是朝鮮太陽節前夕。美軍在朝鮮發射導彈後，派出EP-3偵察機赴朝鮮半島，執行電子偵察任務。對此，韓國政府表示將持續監控後續發展，並表示韓國與美國情報官員正針對朝鮮這次試射執行更多分析。

## 韓國與美國態度

### 恢復舉行聯合軍演
針對朝鮮多次發射飛彈行為，大韓民國國防部長在4月10日召開全軍指揮官會議表示，美韓聯合空軍戰備訓練與飛彈防禦系統整合聯動演習已正常實施。原為推進朝美無核化談判而延後的韓美聯合空軍聯演，亦因朝鮮問題而在4月20日至4月24日恢復舉行，藉此向朝鮮釋放警告資訊。

### 試圖重啟無核化談判
6月12日，朝鮮外務省部長李善權透過朝鮮中央通訊社發表聲明指對於改善與美國關係的希望卻已轉為絕望，並表示朝鮮將不再向美國執政者提供宣傳政績的籌碼。當日，韓國外交部針對李善權談話表示，韓國政府將繼續努力早日重啟朝美對話及發展韓朝關係。對此，李善權在翌日強力回應表示，韓國當局沒有資格談論非核化相關議題。
《韓民族日報》稱，韓國總統文在寅有意再次推動「川金會」，朝鮮外務省第一副相崔善姬針對此事稱美國只是將朝美對話視為處理政治危機的工具，沒有必要坐下來面對面對話。隨後於7月7日，美國常務副國務卿史蒂芬·比根開始訪問韓國，美國國務院表示此行程係針對與同盟國保持密切合作，並就最終、可完全驗證的朝鮮無核化進行討論。
針對比跟訪韓一事，朝鮮再次重申朝方無意與美國重啟對話，史蒂芬・比跟則發表談話回擊稱崔善姬「拘泥於陳舊的思維模式」。史蒂芬・比跟在7月9日抵達日本並於10日上午與日本外務大臣茂木敏充進行談話，除討論朝鮮的核與導彈開發外，亦針對中國當局對香港實行《港區國安法》及中國的軍事動向等交換了意見，確認美日雙方將在朝鮮問題和中國問題上加強合作。
美國總統唐納·川普受美國之音採訪時，稱與朝鮮勞動黨委員長金正恩關係良好，對再次舉行峰會持開放態度，儘管平壤已經表明不願再和美國重啟棄核談判。對此，朝鮮勞動黨第一副部長金與正發表談話指出，朝美領導人會談可能難在年內舉行，並表示此會談只對美方有利，對朝方來說，雙方會談毫無實際利益且沒有好處。